# Zatoka śmierci
Zatoka śmierci (ros. Бухта смерти, Buchta smierti) – radziecki film niemy z 1926 roku w reżyserii Abrama Rooma oparty na opowiadaniu Aleksieja Nowikow-Priboja "W buchtie Otrada".
Film polityczny o wojnie domowej.

## Obsada
- Nikołaj Sałtykow jako Surkow
- Leonid Jurieniew jako Masłobojew
- Nikołaj Ochłopkow jako marynarz
- Andriej Fajt jako Alibiekow
- Wasilij Ludwinski jako Pawlik
- W. Jarosławcew jako Iwan Razdolny
- A. Rawicz jako Jelizawieta
- A. Macewicz jako Nikołaj
- Jurij Zimin